# Macugonalia testudinaria
Macugonalia testudinaria är en insektsart som beskrevs av Fowler 1899. Macugonalia testudinaria ingår i släktet Macugonalia och familjen dvärgstritar. Inga underarter finns listade i Catalogue of Life.